# Алі-Сабіх
Алі-Сабіх (араб. على صبيح; фр. Ali Sabieh) — місто в Джибуті, адміністративний центр однойменного регіону.

## Географія
Населений пункт знаходиться на південь від столиці.

### Клімат
Місто знаходиться у зоні, котра характеризується кліматом тропічних пустель. Найтепліший місяць — липень із середньою температурою 30 °C (86 °F). Найхолодніший місяць — січень, із середньою температурою 21.7 °С (71.1 °F).
| Клімат Алі-Сабіха       | Клімат Алі-Сабіха | Клімат Алі-Сабіха | Клімат Алі-Сабіха | Клімат Алі-Сабіха | Клімат Алі-Сабіха | Клімат Алі-Сабіха | Клімат Алі-Сабіха | Клімат Алі-Сабіха | Клімат Алі-Сабіха | Клімат Алі-Сабіха | Клімат Алі-Сабіха | Клімат Алі-Сабіха | Клімат Алі-Сабіха |
| Показник                | Січ.              | Лют.              | Бер.              | Квіт.             | Трав.             | Черв.             | Лип.              | Серп.             | Вер.              | Жовт.             | Лист.             | Груд.             | Рік               |
| Середній максимум, °C   | 27,4              | 28,1              | 29,6              | 30,8              | 33,3              | 36,1              | 37                | 36,5              | 34,2              | 31,4              | 29,4              | 27,8              | 31,8              |
| Середня температура, °C | 21,7              | 22,6              | 24                | 25,4              | 27,2              | 29,4              | 30                | 29,5              | 28                | 25,2              | 23                | 21,7              | 25,6              |
| Середній мінімум, °C    | 17,1              | 18,6              | 20,1              | 21,8              | 23,4              | 25,1              | 25,8              | 25,4              | 24,2              | 21,1              | 18,9              | 17,3              | 21,6              |
| Норма опадів, мм        | 10.1              | 16.5              | 32.6              | 52.1              | 30.6              | 10.3              | 48.2              | 68.1              | 38.3              | 11.8              | 10.8              | 7.2               | 336.6             |
| Днів з опадами          | 1,4               | 1,5               | 1,8               | 2,8               | 3,5               | 3,7               | 3,1               | 4,4               | 3,8               | 2,4               | 0,9               | 1,2               | 30,5              |
| Вологість повітря, %    | 76.4              | 76.3              | 76.8              | 79.5              | 79.4              | 70.1              | 62.8              | 65.7              | 74.3              | 76.6              | 78.2              | 79.1              | 74.6              |
| ----------------------- | ----------------- | ----------------- | ----------------- | ----------------- | ----------------- | ----------------- | ----------------- | ----------------- | ----------------- | ----------------- | ----------------- | ----------------- | ----------------- |
| Джерело: Weatherbase    |                   |                   |                   |                   |                   |                   |                   |                   |                   |                   |                   |                   |                   |